# Ignacio Rupérez Rubio
Ignacio Rupérez Rubio (* 17. Oktober 1943 in Madrid; † 25. Dezember 2015) war ein spanischer Diplomat, Journalist und Schriftsteller.

## Leben
Ignacio Rupérez Rubio war der Bruder des Politikers und Diplomaten Javier Rupérez. Er war mit Francisca Mores verheiratet, mit welcher Rupérez eine Tochter hatte.
Rupérez studierte Journalismus und an der Universität Complutense Madrid und schrieb für El País und ABC (Spanien) zu Themen der Außenpolitik. Nach seinem Eintritt in den diplomatischen Dienst wurde er in Ägypten, Israel, Kuba und in der Ukraine beschäftigt. Im Jahr 2005 war er nach 14 Jahren Unterbrechung der erste spanische Botschafter in Bagdad. Der Posten des Botschafters im Irak war seit dem zweiten Golfkrieg, in Folge der irakischen Besetzung Kuwaits, unbesetzt gewesen. 2008 wurde er Botschafter in Honduras. In Folge des Putsches in Honduras 2009 verließen die Botschafter der Regierungen der Europäischen Union, und somit auch Rupérez, das Land.

## Bücher
- Daños colaterales, Editorial Planeta, 2008.

| Vorgänger                 | Amt                                                       | Nachfolger              |
| ------------------------- | --------------------------------------------------------- | ----------------------- |
| José Antonio de Yturriaga | spanischer Botschafter in Bagdad 2005–2008                | José Turpín             |
| Agustín Núñez Martínez    | spanischer Botschafter in Tegucigalpa, Honduras 2008–2009 | Luis Belzuz de los Ríos |